# Ludwig Herthel
Ludwig Herthel (1887-1965) est un artiste peintre allemand, actif dans la première moitié du XXe siècle.

## Biographie
Ludwig Herthel naît le 25 avril 1887 à Metz, une ville de garnison animée d'Alsace-Lorraine. Ludwig Herthel se tourne très tôt vers le dessin.
Après la Première Guerre mondiale, Ludwig Herthel s'installe en Rhénanie. Il enseigne à l'Académie des Beaux-arts à Berlin. Ludwig Herthel a laissé de nombreux dessins et peintures. Il a reçu l'Albrecht-Dürer-Preis, le prix "Albrecht-Dürer" de la ville de Nuremberg.
Ludwig Herthel meurt le 24 décembre 1965 à Offenbach an der Queich en Allemagne.
Ses œuvres sont aujourd'hui dispersées dans des collections privées.

## Collections publiques

### Allemagne
- Galerie berlinoise, Berlin-Kreuzberg.

### États-Unis
- University of Michigan Museum of Art (en), Ann Arbor, Soldats dormant, dessin au crayon, 1915[3].